# Liste der Monuments historiques in Villiers-sous-Grez
Die Liste der Monuments historiques in Villiers-sous-Grez führt die Monuments historiques in der französischen Gemeinde Villiers-sous-Grez auf.

## Liste der Bauwerke
| Bezeichnung       | Beschreibung              | Standort | Kennzeichnung | Schutzstatus | Datum | Bild           |
| ----------------- | ------------------------- | -------- | ------------- | ------------ | ----- | -------------- |
| Kirche St-Étienne | Erbaut im 13. Jahrhundert | (Lage)   | PA00087327    | Classé       | 1908  | weitere Bilder |

## Liste der Objekte
Zum Verständnis siehe: Kirchenausstattung
- Monuments historiques (Objekte) in Villiers-sous-Grez in der Base Palissy des französischen Kultusministeriums